# 中村博之
中村 博之（なかむら ひろゆき、1960年 - ）は、日本の会計学者。横浜国立大学大学院国際社会科学研究院教授、横浜国立大学学長補佐、日本原価計算研究学会副会長。元ポワティエ大学招聘教授。学位は、商学修士（一橋大学）。専攻は資本予算研究。

## 人物・経歴
青森県青森市出身。1985年横浜国立大学経営学部管理科学科卒業。1987年一橋大学大学院商学研究科修士課程修了。商学修士。1989年一橋大学大学院商学研究科博士後期課程中退。指導教官は岡本清。
1989年富山大学経済学部助手。1990年同専任講師。1992年同助教授。1994年横浜国立大学経営学部助教授。2001年ポワティエ大学外国人招聘助教授。2004年横浜国立大学経営学部教授。2005年ポワティエ大学外国人招聘教授。2013年横浜国立大学大学院国際社会科学研究院教授。
横浜国立大学準硬式野球部長、横浜国立大学学長補佐、日本原価計算研究学会副会長等を歴任。
ゼミの指導学生に岡田幸彦（筑波大学准教授）など。

## 著書
- 『企業経営の財務と会計』（蜂谷豊彦と共著）朝倉書店 2001年
- 『管理会計論』（山本浩二, 小倉昇, 尾畑裕, 小菅正伸と共編著）中央経済社 2008年、第2版2015年
- 『管理会計論 問題演習編』（山本浩二, 小倉昇, 尾畑裕, 小菅正伸と共編著）中央経済社 2010年
- 『管理会計の変革』（高橋賢と共編著）中央経済社 2013年